# Ngee Ann City

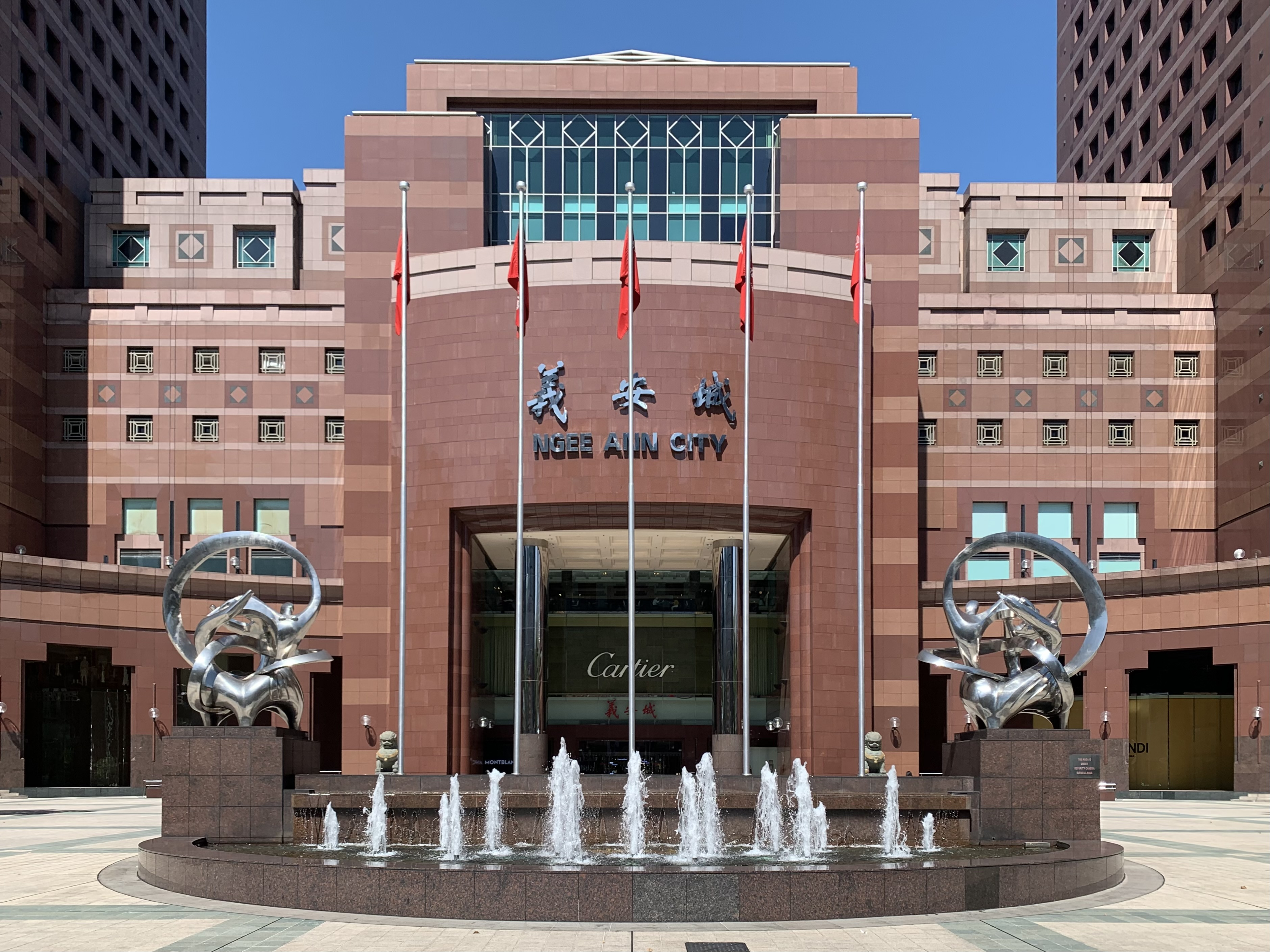
Ngee Ann City

Ngee Ann City ist ein Einkaufs- und Geschäftszentrum an der Orchard Road in Singapur. Das 520 Millionen US-Dollar teure Gebäude wurde am 21. September 1993 vom damaligen Premierminister Goh Chok Tong offiziell eröffnet. Ngee Ann City beherbergt derzeit die High Commission of New Zealand, die sich im 15. Stock von Tower A befindet.

## Geschichte
In den 1950er Jahren war das Land, auf dem Ngee Ann City liegt, eine Begräbnisstätte, die Ngee Ann Kongsi gehört und von ihr verwaltet wird. Es war Teil eines Grundstücks, das als Tai Shan Ting bekannt war und von der Orchard Road, der Paterson Road und der Grange Road begrenzt wurde. Ein zehnstöckiges Ngee Ann Building wurde dann auf dem Gelände gebaut und abgerissen, um Platz für Ngee Ann City zu schaffen.
Bereits 1967 wurde erstmals über eine Sanierung des Geländes nachgedacht. Ngee Ann City wurde Ende der 1980er Jahre von Ngee Ann Development und der Orchard Square Development Corporation geplant. Raymond Woo, der Architekt, der den Komplex entworfen hat, ließ sich von der Chinesischen Mauer inspirieren. Die Absicht war, die Würde, Solidität und Stärke der Ngee Ann Kongsi widerzuspiegeln. Wong verbrachte fünf Jahre damit, das Projekt zu entwerfen und zu überwachen.
Das Grundstück von Ngee Ann Kongsi war ein begehrtes Grundstück in Singapur. Ng Teng Fong von der Far East Organization war mit seinem Angebot, das Land zu kaufen, erfolglos, selbst nachdem er sein Angebot von 140 Mio. Das Land wurde auch von den Eigentümern des Hilton International Hotels gesucht.
Darüber hinaus gab es eine Reihe von Streitigkeiten zwischen Ngee Ann Kongsi und der Metro Group, die später die Sanierungsrechte erworben hatte. Diese wurden erst 1981 gelöst, was zur Gründung eines Joint Ventures führte, an dem Ngee Ann 73 % und Metro 27 % der Anteile hielt. Die Partner zahlten viel für den Streit, da die Regierung von Singapur 1983 die Hälfte des Grundstücks erwarb. Damit blieben ihnen nur 28.322 Quadratmeter für die Entwicklung übrig. Die Arbeiten an Ngee Ann City begannen 22 Jahre, nachdem das Projekt erstmals vorgeschlagen wurde. Der Bau des 520 Millionen US-Dollar teuren Komplexes dauerte vier Jahre. Ngee Ann City wurde am 21. September 1993 von Premierminister Goh Chok Tong offiziell eröffnet.

## Anlagen
Ngee Ann City hat zwei Bürotürme, Tower A und B, die beide 26 Stockwerke hoch sind. Zu den vielen Geschäften zählen das Kaufhaus Takashimaya und Kinokuniya, die zweitgrößte Buchhandlung Südostasiens. Bis 2007 beherbergte es im 5. Stock das library@orchard, Teil des National Library Board. Ngee Ann City ist auch die Heimat des größten Best Denki in Singapur, bekannt als Big Best. Im Jahr 2005 eröffnete das Einkaufszentrum iFORUM im 4. Stock einen Kunst- und Kreativbereich, den ersten seiner Art in Singapur.
Als die Stadt Ngee Ann 1993 eröffnet wurde, belegte das Tangs Studio (eine Abteilung von Tangs) drei Stockwerke des Gebäudes im Turm B-Abschnitt des Gebäudes. Einige Jahre später wurde die Ebene 2 des Kaufhauses 1999 wegen schlechter Geschäfte geschlossen. Dieser Teil des Einkaufszentrums wurde Teil des Fachgeschäftsbereichs (hauptsächlich Markenboutiquen) in der Mall auf Ebene 2, Books Kinokuniya auf Ebene 3 und einem Shopbereich mit hauptsächlich Kinderboutiquen und Geschäften auf Ebene 4, der 2005 in iForum umgewandelt wurde. Die oberste Etage der Mall, Ebene 5, war Teil des Parkhauses der oberen Ebene. 1997 wurde das 5. Obergeschoss zu Einzelhandelsflächen umgebaut.
Auf der Civic Plaza finden Roadshows, Konzerte, Veranstaltungen, Aufführungen und Aktivitäten statt. An der Vorderseite des Civic Plaza mit Blick auf die Orchard Road befindet sich ein Brunnen. Das Gebäude ist durch Unterführungen mit Wisma Atria, ION Orchard, Wheelock Place, Isetan und Lucky Plaza verbunden. Während der COVID-19-Pandemie ist der Zugang auf die L1 zwischen Cartier und Montblanc und die Auffahrt L2 beschränkt. Alle Atrium-Verkäufe während COVID-19 wurden bis auf weiteres ausgesetzt. Vor COVID-19 war das Takashimaya-Atrium am beliebtesten für große Verkaufsveranstaltungen, darunter das Pop-up Ichiran Ramen. Takashimaya wird ab dem 18. August 2021 täglich von 10:00 bis 21:30 Uhr die Betriebszeiten wieder auf das Niveau vor COVID zurückführen. Zuvor war es sonntags bis donnerstags von 11 bis 20 Uhr zusammen mit dem chinesischen Neujahrsfest und freitags und samstags von 11 bis 21.30 Uhr zusammen mit der Weihnachtszeit in Betrieb. Und zuvor, während der erhöhten Alarmbereitschaft, ist es auch 11 bis 20 Uhr.
Die beiden Türme von Ngee Ann City sollten vom Designer chinesische Türgötter symbolisieren, die Stärke, Großzügigkeit und Einheit darstellen. Zu den Mietern des Büroturms gehören Takashimaya Singapore, Books Kinokuniya, das Kaufhaus Metro, Ngee Ann Development, einige private Büromieter und eine medizinische Etage auf Ebene 8 von Tower B. In dem Gebäude befindet sich auch der Hauptsitz von Sephora, zusammen mit Toshin Development Pte Ltd.